# Roxolánok

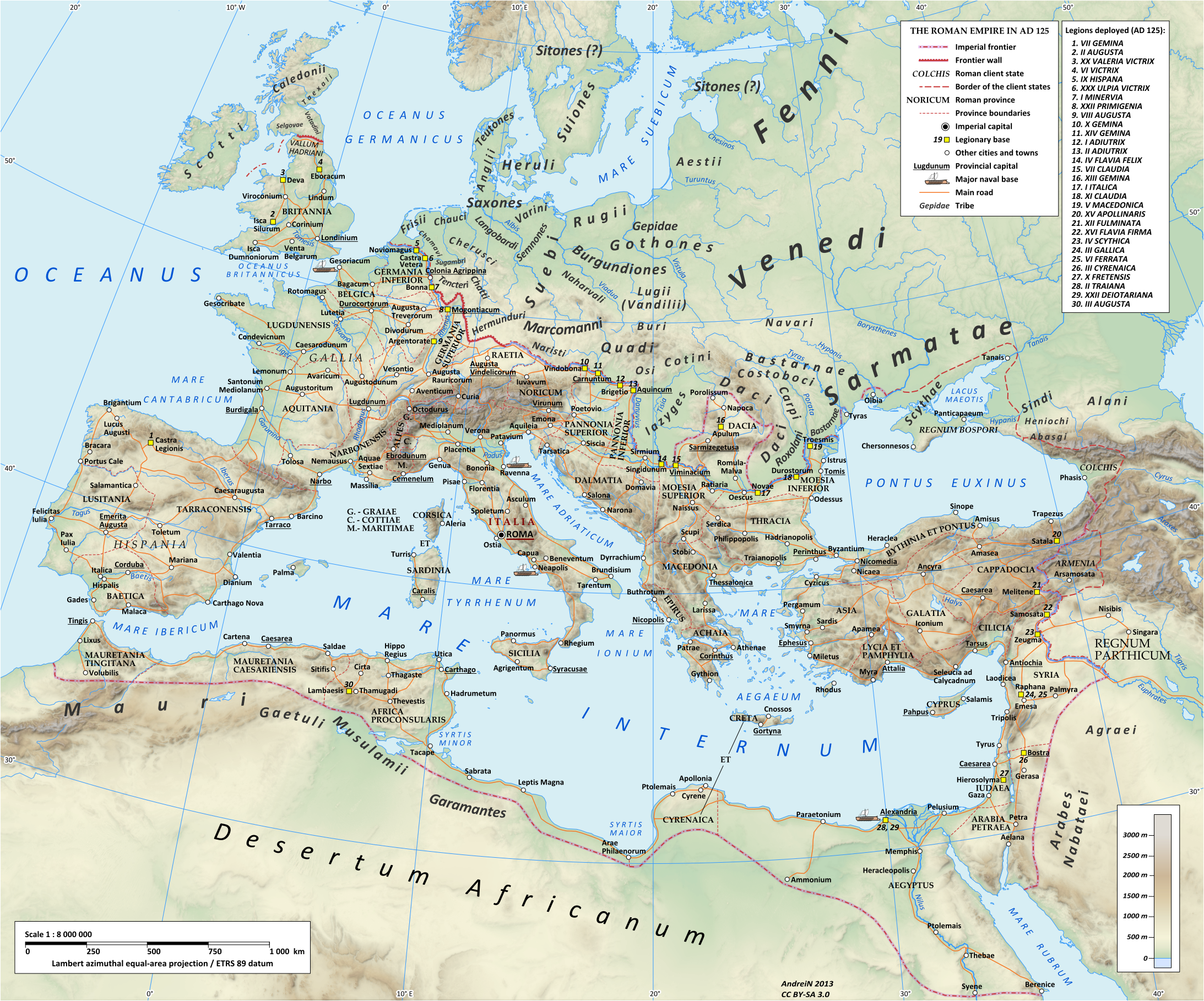
A roxolánok elhelyezkedése a térképen

A roxolánok a szarmaták törzsszövetségébe tartozó törzs voltak, az i. e. 3. században a Don vidékén éltek. Ekkor rokonaikkal, a jazigokkal együtt nyugat felé húzódtak és lassan kiszorították rokonaikat, a szkítákat a Fekete-tenger melletti szállásterületükről.
Az i. e. 1. század elején a szkítákkal közösen a Krímre támadtak, de VI. Mithridatész pontoszi király hadvezére, Diophantosz legyőzte őket. Sztrabón ebben az időben szekérlakókként említette őket, és a szkíták szövetségesekénti háborújukban viselt fegyverzetüket is részletesen leírta:
Marhabőrből készült sisakokat és mellvérteket használnak, vesszőből font pajzsokat viselnek, ezenkívül dárdákkal, íjjal és karddal védekeznek.
Sztrabón leírásából ismert i. e. 1. század közepe körüli lakóhelyük is, e leírás szerint a Dunától (Istrostól) északra lakó valamennyi törzs a szkítákhoz tartozik, ugyanakkor a part környéki területeken lakóknak írja le többek között az alánokat és a roxolánokat is.
A roxolánok a Dunáig nyomultak előre, és római területeket kezdtek támadni. 
Miután Augustus és Néró hadvezérei legyőzték őket, Róma függőségébe kerültek. Végül a 4. században a hunok hódították meg őket, s ezután eltűntek a történelem színpadáról.